# 第一勧業信用組合
第一勧業信用組合（だいいちかんぎょうしんようくみあい）は、東京都新宿区四谷に本店を置く信用組合。略称は「かんしん」。国際サスティナブル金融機関ネットワークである「Global Alliance for Banking on Values（GABV）」に、日本で唯一加盟している。

## 概要
日本勧業銀行の職域組合を母体として設立された経緯から、みずほフィナンシャルグループ（旧・第一勧業銀行）と親密であるため、全店に宝くじ販売ブースがあるほか、かつては看板やロゴの書体などが旧第一勧業銀行と同一であった。営業拠点は東京都区部26拠点（22支店及び4出張所）と千葉県1法人営業所の計27拠点である。
2018年3月時点で、業態が異なる地方銀行や信用金庫を含む金融機関、地方自治体のほか大学、コンサルティング会社、業界団体など全国約50の金融機関や自治体と連携協定を結んでおり（後述）、顧客企業のビジネス拡大や地方物産の都内への販路拡大などを支援している。定年制の廃止、副業の認可、フレックスタイム制の導入など、他の地域信組とは異なる経営路線から、「銀行に近い信組」と言われる。
その他の特徴として支店ごとに食堂を設けたり、本部にてレジャー施設の割引制度を設けたりして福利厚生の充実を図っている。

## 沿革
（出典：）
- 1920年（大正10年）7月23日 - 当時は特殊銀行であった日本勧業銀行の職員を対象とした職域組合として、保証責任信用購買利用組合互援会の名称で同行本店がある東京市麹町区内山下町1丁目1番地（現・東京都千代田区内幸町1丁目）にて設立。
- 1950年（昭和25年）2月28日 - 中小企業等協同組合法施行により、互援会信用組合となる。
- 1965年（昭和40年）5月10日 - 1963年（昭和38年）1月30日に破綻した東京昼夜信用組合の救済を要請され、それを受諾する形で職域信用組合から地域信用組合・日本勧業信用組合に転換。本店は新宿区神楽坂に置く（現・神楽坂支店の近隣に本店があった）。
- 1971年（昭和46年）10月1日 - 日本勧業銀行と第一銀行が合併し、第一勧業銀行が誕生するにあたり、名称を第一勧業信用組合に変更。
- 1981年（昭和56年）10月1日 - 宝成信用組合（1953年（昭和28年）10月28日設立）を合併し、青戸支店（旧・本店）、足立支店、水元支店、南亀有支店を開店。
- 1981年（昭和56年）1月15日 - 四谷支店跡地に建設した新本店が開業。従来の本店は神楽坂支店に改称。
- 1998年（平成10年） - 経営破綻した逓信信用組合の事業を譲り受ける。
- 2002年（平成14年）
  - 3月 - 当時の第一勧業銀行及びその親密先より優先出資80億円を受け入れる。
  - 6月 - 経営破綻した都民信用組合の事業の一部を譲り受ける
- 2003年（平成15年）6月 - 提携した法科大学院の学費を対象とした融資を学生本人に対して行う「法科大学院生専用ローン（教育ローン）」を民間金融機関として初めて開発し、2004年より取り扱い開始。
- 2011年（平成23年）5月 - 東日本大震災復興応援定期預金「希望」の義援金寄付を受け付け開始。
- 2015年（平成27年）12月 - 全国信用協同組合連合会、フューチャーベンチャーキャピタルと共同でかんしん未来投資事業有限責任組合（かんしん未来ファンド）を組成。
- 2016年（平成28年）2月15日 - 新潟県の塩沢信用組合、糸魚川信用組合との業務連携協定を締結。地元の特産品（魚沼コシヒカリやキノコ、日本酒等々）を消費地と直接結ぶ販路の拡大を支援[8][9]。
- 2017年（平成29年）
  - 3月4日 - 地域の農業法人を支援するファンドを全国各地の信組と設立[10]。
  - 8月23日 - 定款上の営業区域に、千葉県の浦安市と市川市を追加。
- 2018年（平成30年）
  - 1月12日 - 全国信用協同組合連合会、フューチャーベンチャーキャピタルと共同でかんしん未来第2号投資事業有限責任組合（かんしん未来2号ファンド）を組成。
  - 2月15日 - まち・ひと・しごと創生本部より、金融機関等の「特徴的な取組事例」として表彰[11]。
  - 6月18日 - Global Alliance for Banking on Values（GABV）加入。
- 2019年（令和元年）
  - 5月31日 - かんしん事業承継支援投資事業有限責任組合（かんしん事業承継支援ファンド）を設立。
  - 12月25日 - 第17回企業フィランソロピー大賞受賞[12]。
- 2020年（令和2年）
  - 1月31日 - 京都信用金庫、フューチャーベンチャーキャピタル、NCOshiga（合）と共同で、WAOJE海外進出支援投資事業有限責任組合（WAOJE海外進出支援基金）を設立。
  - 3月9日 - 千葉県市川市に「市川法人営業所」を開設。
  - 7月15日 - 出資先である、KIYOラーニング株式会社（7353）が東証マザーズ市場に上場。
- 2021年（令和3年）11月29日 - 一般財団法人社会変革推進財団（SIIF）が事務局を務める「インパクト志向金融宣言」に署名[13]。
- 2022年（令和4年）6月27日 - きらぼし銀行と「外国人起業家の資金調達支援事業」（東京都）を開始[14]。

## 提携機関
- NMB Bank Nepal
- 協定締結一覧
- ディスクロージャー誌P18,P19ご参照

## ギャラリー

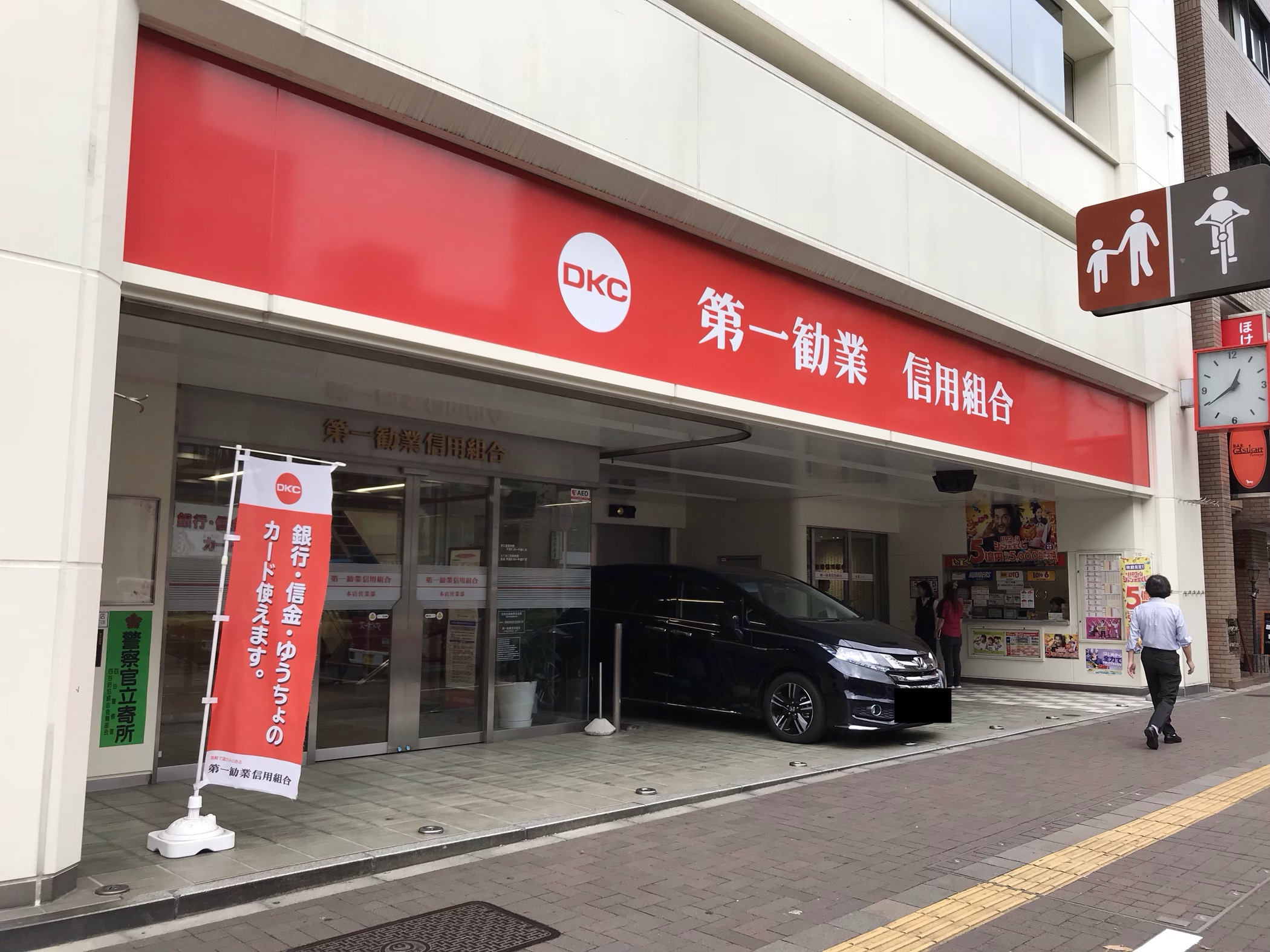
第一勧業信用組合本店営業部
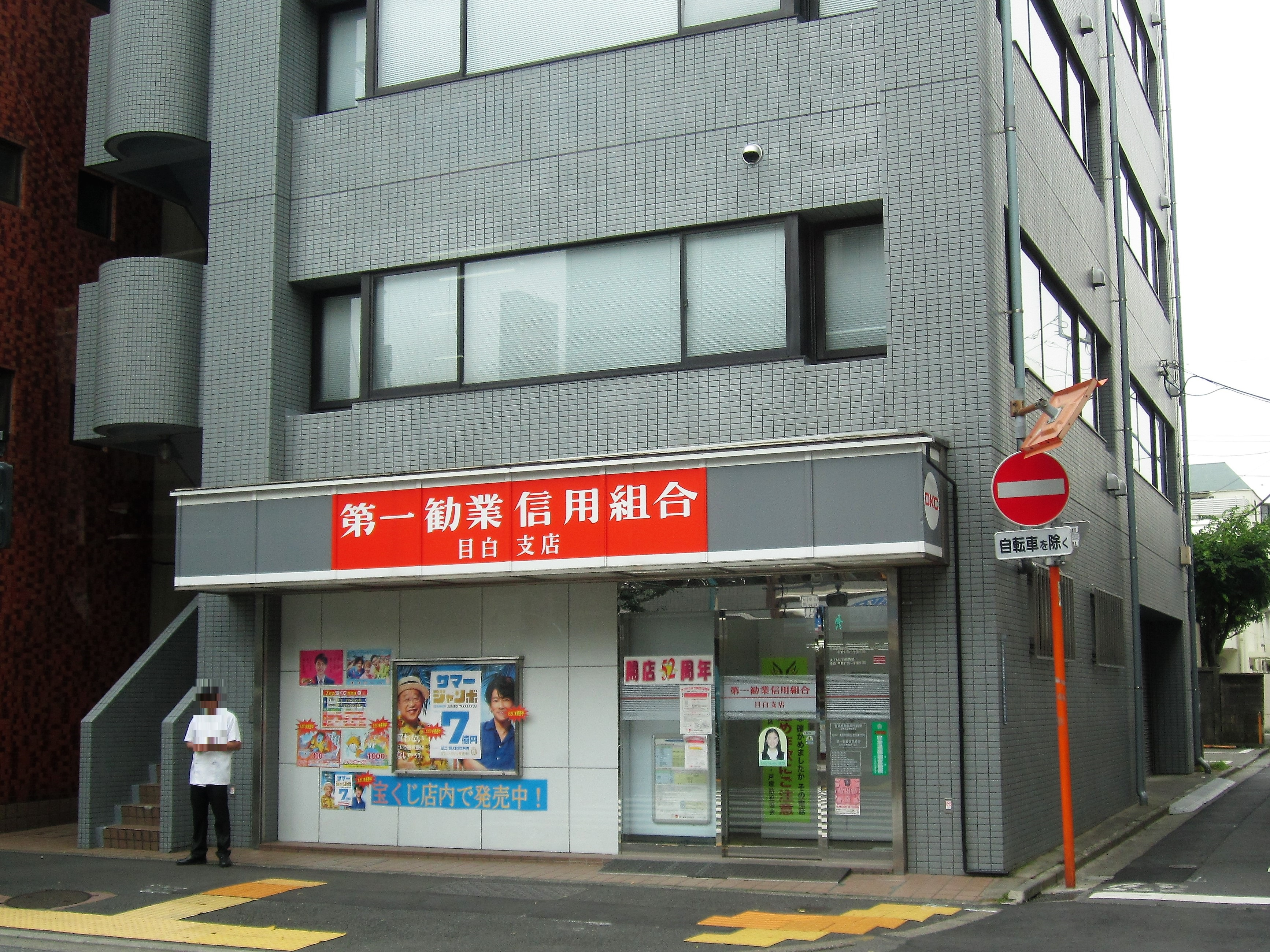
第一勧業信用組合目白支店
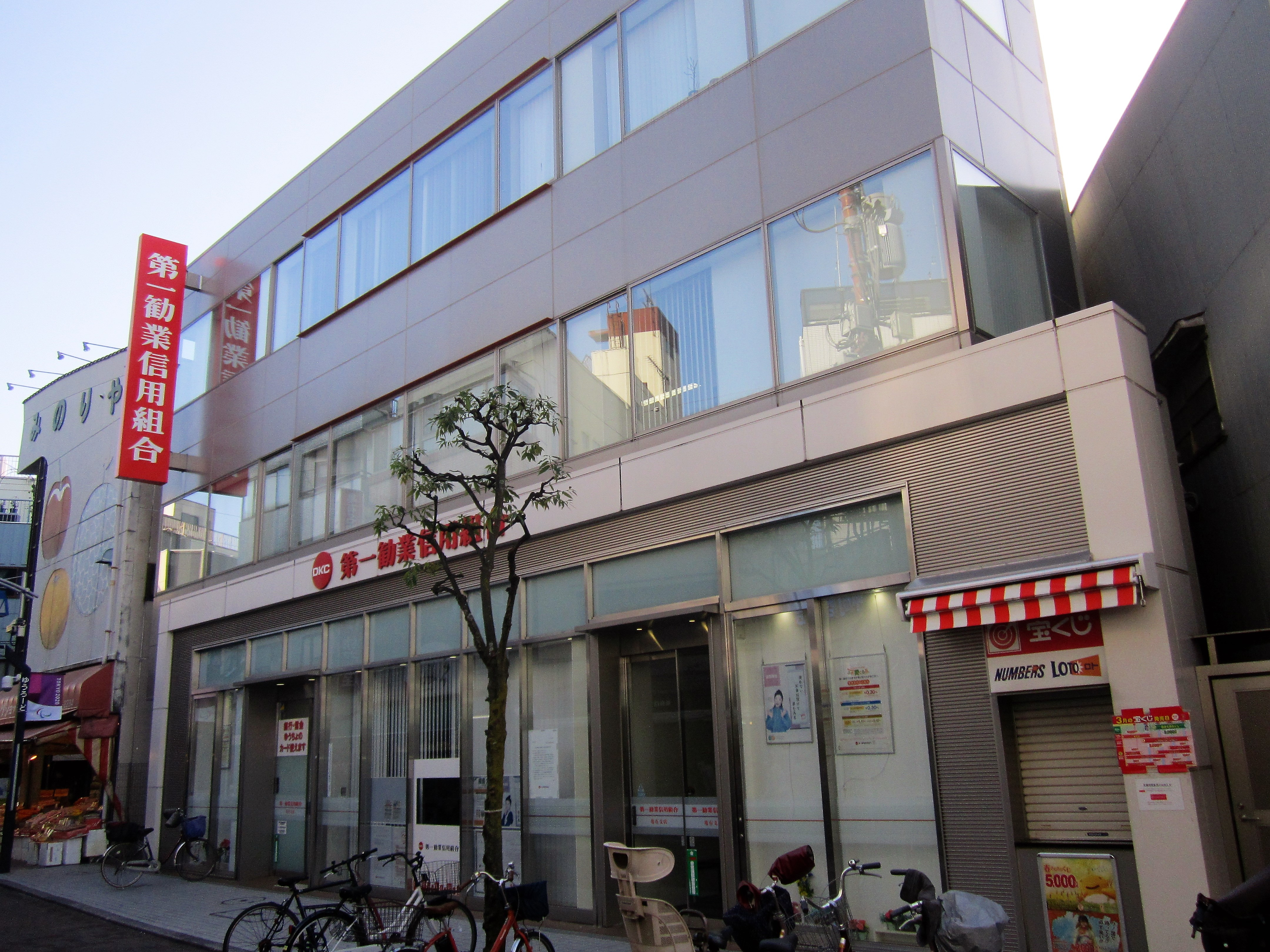
第一勧業信用組合亀有支店
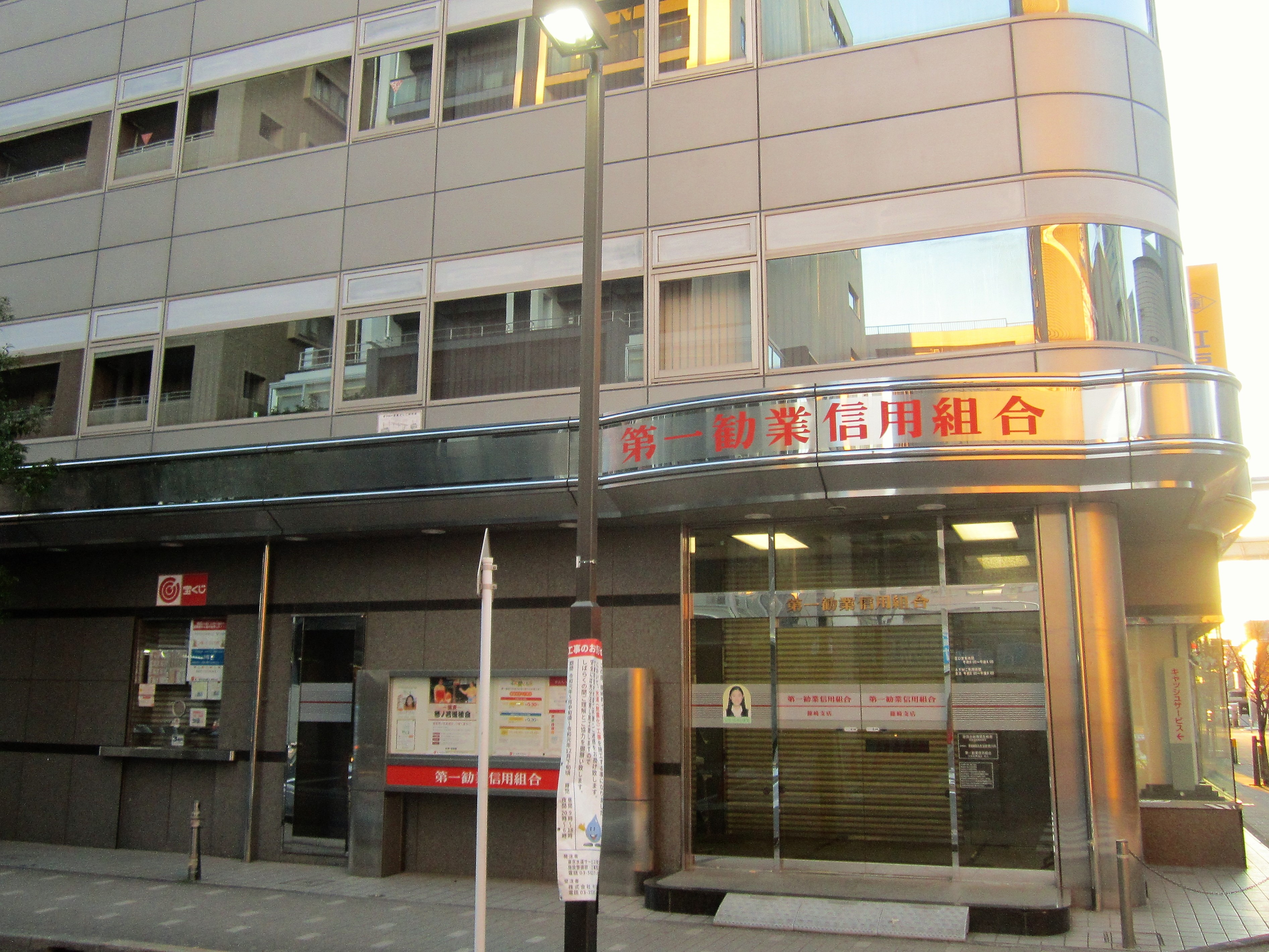
第一勧業信用組合篠崎支店
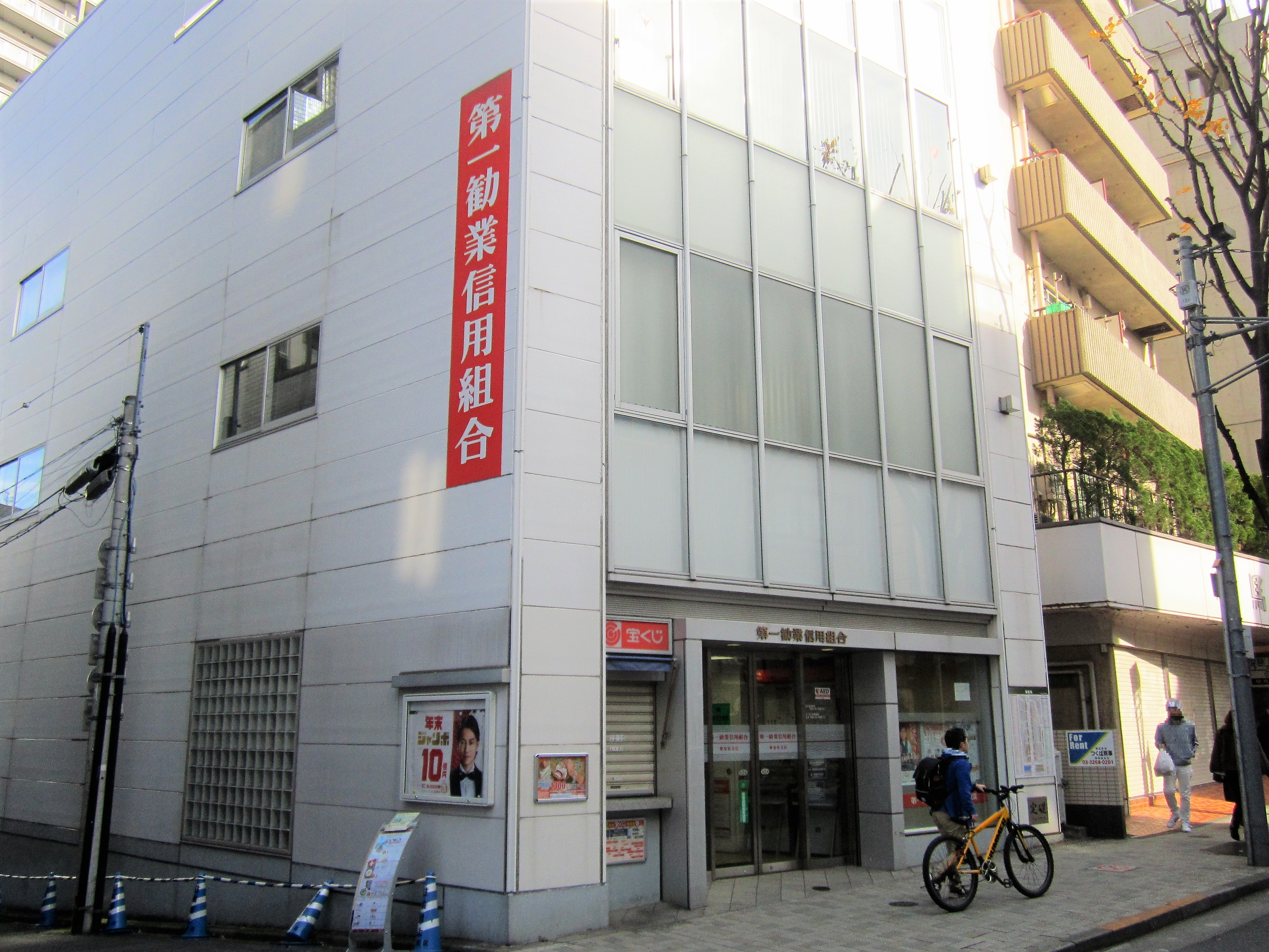
第一勧業信用組合神楽坂支店
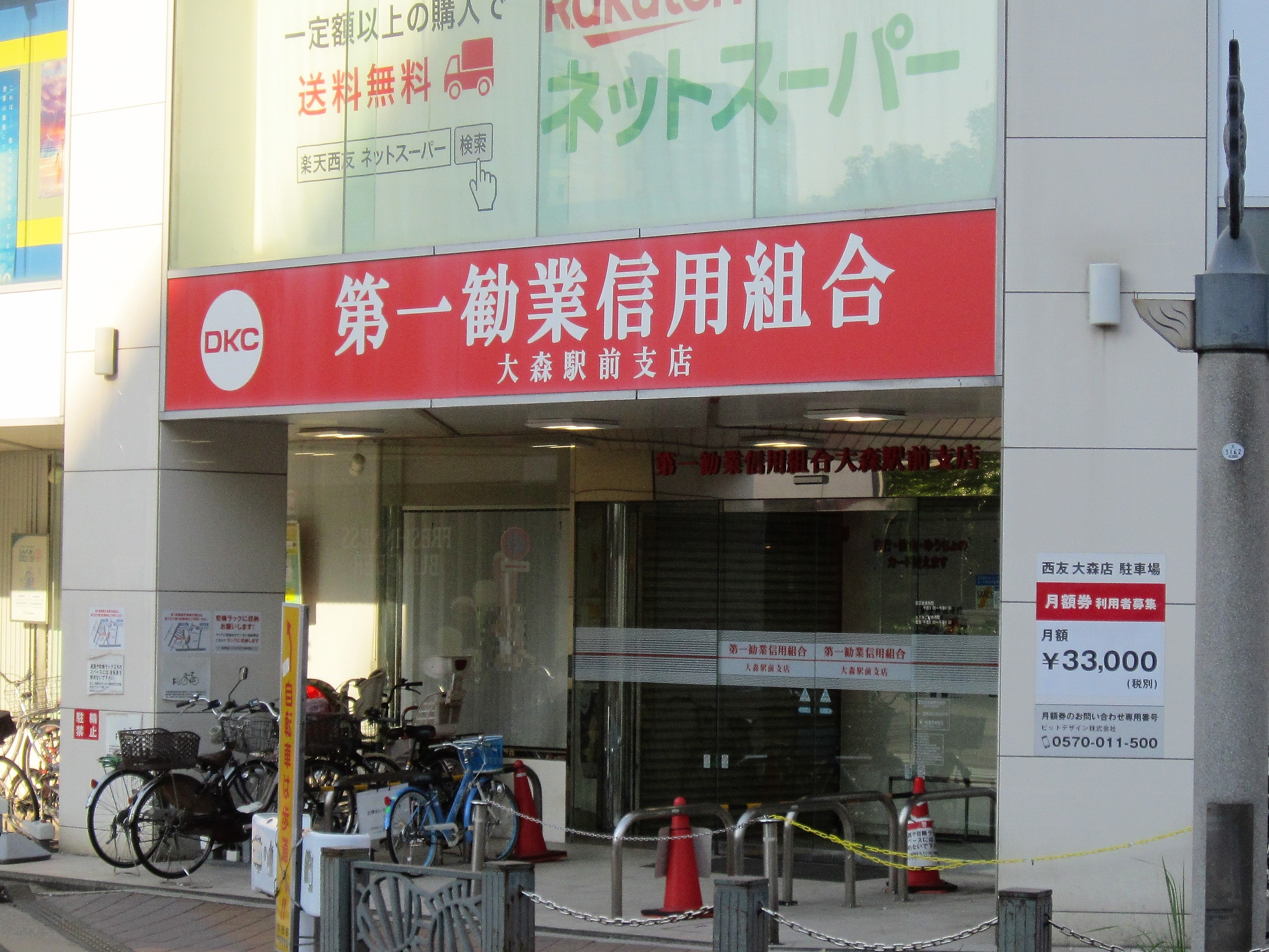
第一勧業信用組合大森駅前支店
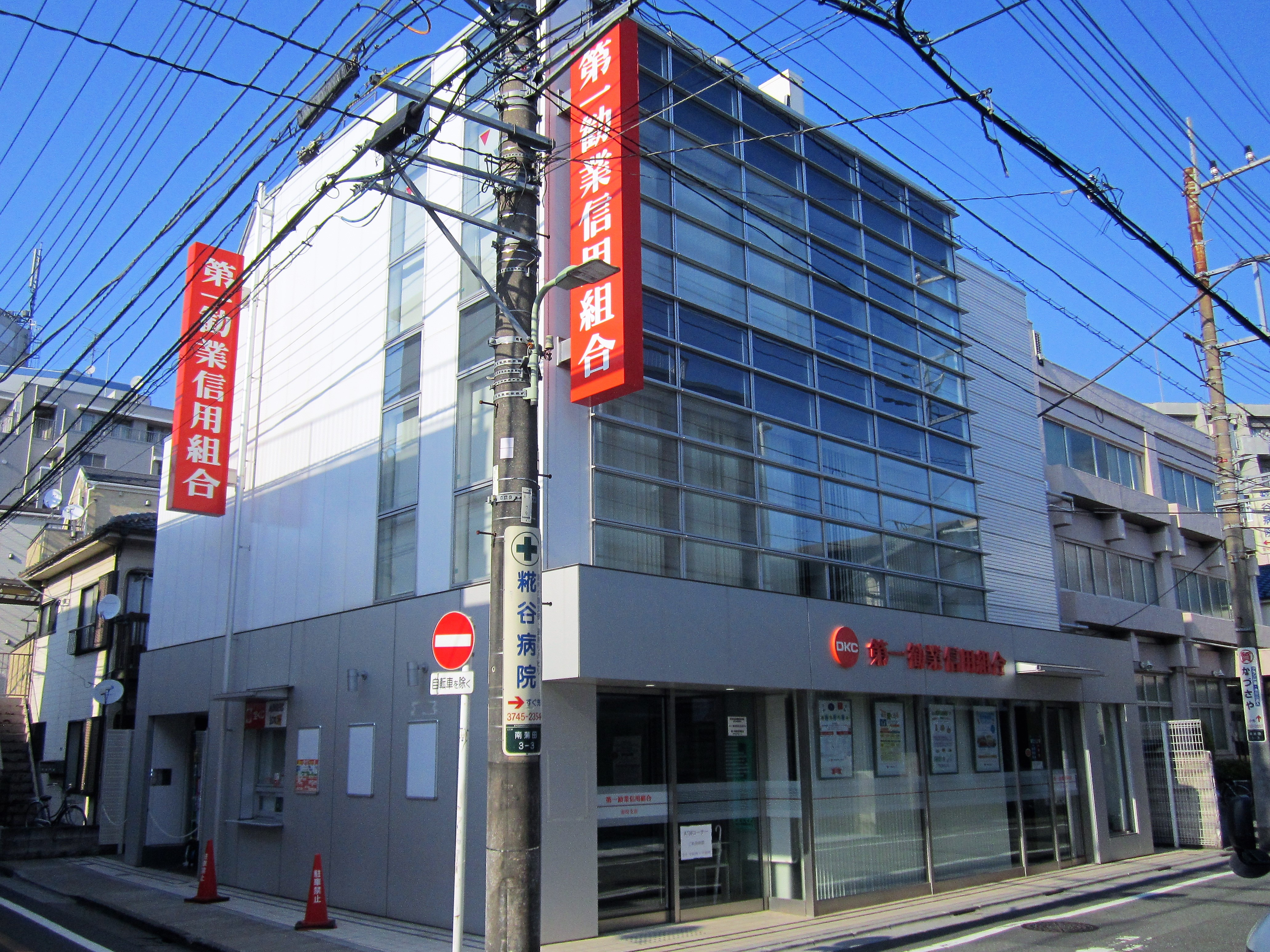
第一勧業信用組合羽田支店
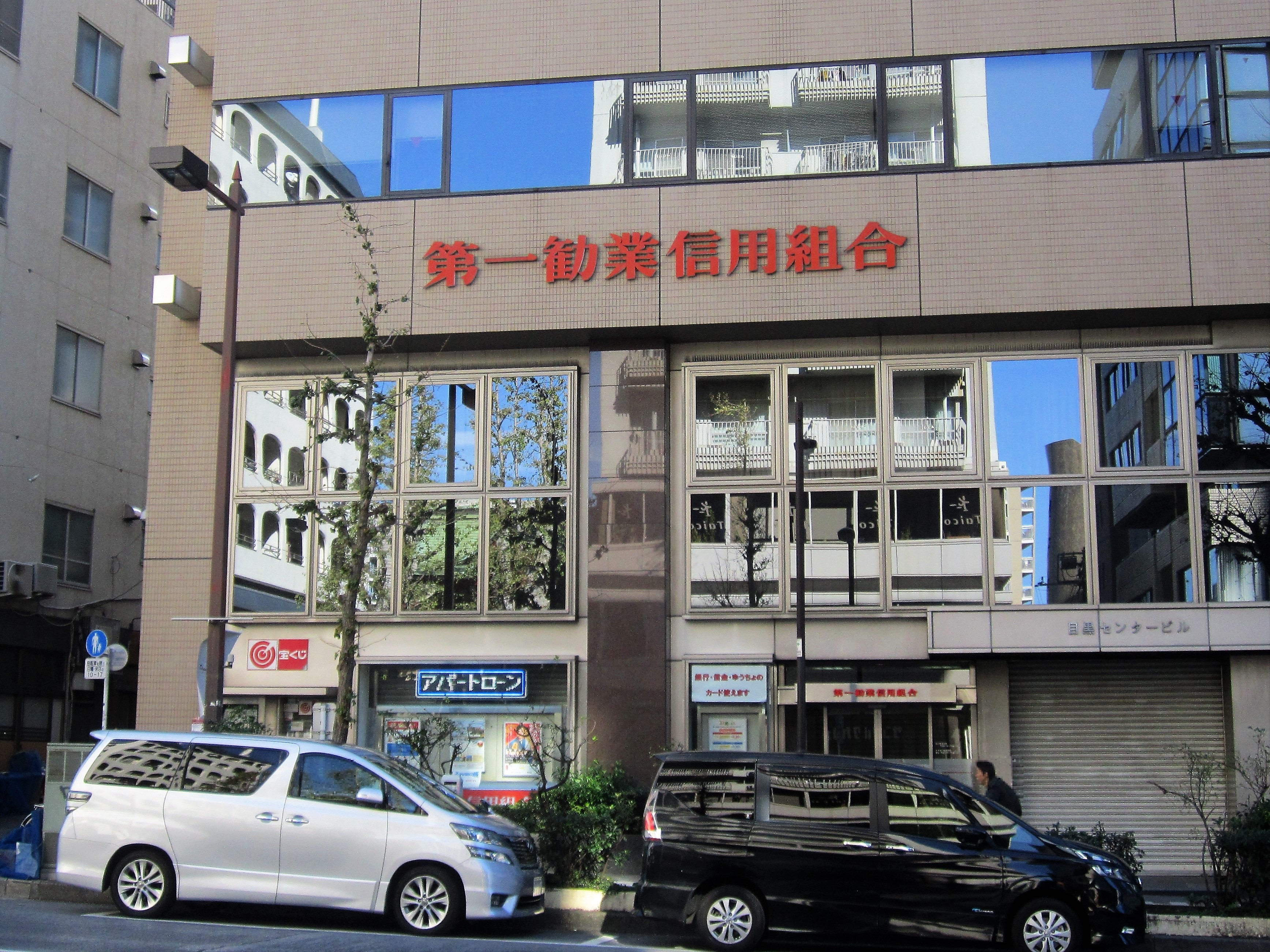
第一勧業信用組合目黒支店

## 関連企業
- 恒信サービス株式会社（第一勧業信用組合100%出資会社）
- かんしん未来投資事業有限責任組合
- かんしん未来第2号投資事業有限責任組合
- かんしん事業承継&未来創造投資事業有限責任組合